# Nathan George
Nathan George (27 de julio de 1936-3 de marzo de 2017) fue un actor estadounidense que estuvo activo desde 1968 hasta 1997. 
Ganó un Premio Obie en 1969 con Ron O'Neal por la obra ganadora del Premio Pulitzer de Charles Gordone, No Place; esta actuación también recibió un premio Drama Desk.
George también dirigió para el escenario. Dirigió una producción de Who 's Got His Own de Ron Milner en el Center Stage de Baltimore en 1970, y Cummings and Bowings , una obra basada en poemas de EE Cummings, para el Teatro de Nueva York en 1973.
En el cine, George actuó en Brubaker (1980),  Klute (1971), Serpico (1973), y One Flew Over the Cuckoo's Nest (1975) y fue uno de los protagonistas de Short Eyes (1977).
George murió el 3 de marzo de 2017 en la ciudad de Nueva York.

## Filmografía
| Año  | Título                             | Rol                | Notas         |
| ---- | ---------------------------------- | ------------------ | ------------- |
| 1971 | Klute                              | Trask              |               |
| 1973 | Serpico                            | Smith              |               |
| 1974 | The Taking of Pelham One Two Three | Policía Ptl. James |               |
| 1975 | One Flew Over the Cuckoo's Nest    | Washington         |               |
| 1977 | Short Eyes                         | Ice                |               |
| 1980 | Brubaker                           | Leon Edwards       |               |
| 1996 | Night Falls on Manhattan           | Juror              | No acreditado |
| 1997 | Harsh Light                        | Montgomery Paris   |               |